# Oxford English Dictionary
O Oxford English Dictionary (OED) é um dicionário publicado pela Oxford University Press (OUP), sendo considerado um dos mais conceituados dicionários da língua inglesa (e que não deve ser confundido com o Oxford Dictionary of English, de um só volume, antes conhecido como New Oxford Dictionary of English, de 1928). Na edição de 30 de Novembro de 2005, o OED incluía cerca de 301 100 verbetes, perfazendo mais de 350 milhões de caracteres. Além dos títulos das entradas principais, tem ainda 157 000 combinações vocabulares e palavras derivadas a negrito, e 169 000 frases e combinações vocabulares a negrito e itálico, perfazendo um total de 616 500 formas vocabulares. Tem informação sobre 137 000 formas de pronúncia, 249 300 etimologias, 577 000 referências cruzadas, e 2 412 400 citações ilustrativas do significado dos vocábulos. A última edição impressa do dicionário (Second Edition, 1989) tinha 20 volumes, com 21 730 páginas, com 291 500 entradas.